# April 2007
Dit artikel geeft een chronologisch overzicht van belangrijke gebeurtenissen per dag in de maand april van het jaar 2007.

## Gebeurtenissen

### 1 april
- In Nederland is er een nieuwe en vereenvoudigde arbeidstijdenwet ingegaan waarin meer wordt overgelaten aan afspraken tussen werkgevers en werknemers.
- Opening van de nieuwste attractie van de Efteling: De Vliegende Hollander.

### 2 april
- In Roermond stort een gemotoriseerd zweefvliegtuigje neer waarbij de bejaarde piloot om het leven komt. Wikinieuws
- Een nachtelijke explosie richt aanzienlijke schade aan aan de extra beveiligde rechtbank in Amsterdam-Osdorp. De op deze dag te houden terechtzitting tegen de crimineel annex verdachte Willem Holleeder wordt daarom verplaatst naar de rechtbank in Amsterdam-Zuid.
- Een zware zeebeving in de Grote Oceaan van 8,0 op de schaal van Richter zorgt voor een tsunami die de westkusten van de Salomonseilanden overspoelt en daarbij grote schade en tientallen doden veroorzaakt.
- Roken in openbare gelegenheden en op de werkvloer wordt in Wales verboden.
- Premier Balkenende opent twee operatiekamers in het IJsselland Ziekenhuis.

### 3 april

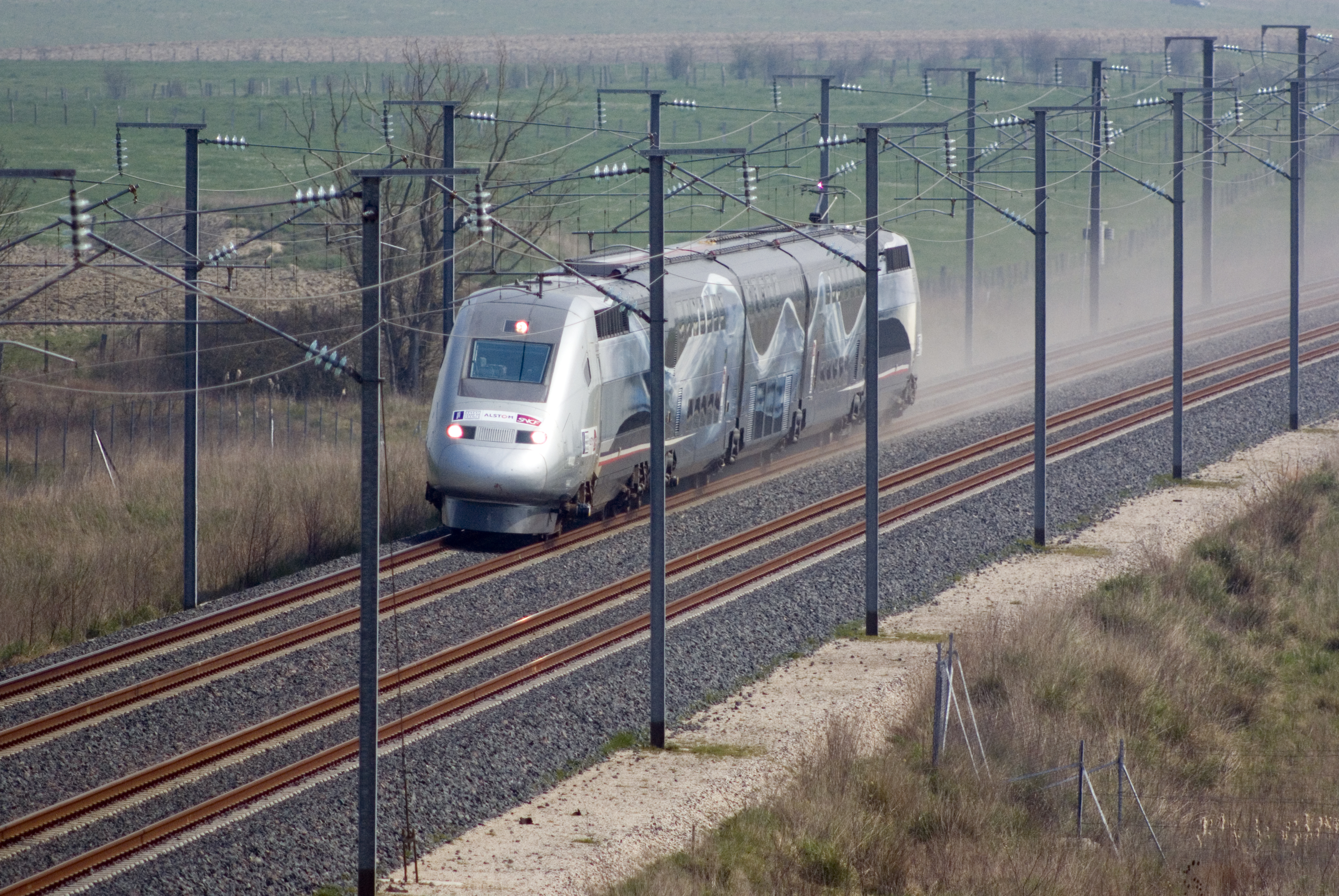
De TGV op 3 april 2007 die het nieuwe wereldsnelheidsrecord vestigde.

- De Franse Train à Grande Vitesse (TGV) vestigt een nieuw wereldsnelheidsrecord op de spoorlijn Parijs - Straatsburg (LGV), met 574,8 km/u.
- President Viktor Joesjtsjenko ontbindt de Verchovna Rada (het pro-Russische Oekraïense parlement) en schrijft nieuwe verkiezingen uit. Premier en tegenstander Viktor Janoekovytsj vindt dat hij daar wettelijk niet toe is bevoegd.
- Volgens hulpverleningsorganisatie Red de Jeugd bestaat bijna de helft van de Indiase slachtoffers van mensenhandel uit minderjarigen en worden zij dikwijls met medewerking van de politie verhandeld voor kinderarbeid en kinderprostitutie waarbij een prijs wordt betaald die een zevende is van die van een waterbuffel.

### 4 april
- De Amerikaanse president George W. Bush benoemt Sam Fox tot ambassadeur in België daarbij de Senaat passerend die zich vorige week tegen diens benoeming keerde.

### 5 april
- De vijftien Britse militairen die op 23 maart door Iran gevangen werden genomen omdat ze zich in de Iraanse territoriale wateren zouden hebben bevonden, worden na bijna twee weken van diplomatieke onderhandelingen tussen de twee landen vrijgelaten.
- Het Griekse schip M/S Sea Diamond komt bij Santorini in aanvaring met een rif. Twee Franse toeristen overleven het ongeluk niet, de rest van de opvarenden wordt gered tijdens een drie uur durende reddingsoperatie. Het schip zinkt de volgende dag, wat een lokale milieuramp veroorzaakt door weglekkende olie. Oorzaak van het ongeluk blijkt een (menselijke) stuurfout.

### 6 april
- Het cruiseschip Sea Diamond, dat een dag tevoren aan de grond liep, zinkt bij het Griekse eiland Thera (Santorini). Van de zestienhonderd passagiers blijken twee personen te zijn verdronken.
- Het tweede rapport van de VN-organisatie IPCC verwacht dat door de opwarming van de Aarde een derde van de dieren en planten kunnen uitsterven en dat veel landen, met name de arme, met grote milieuproblemen (droogtes, overstromingen, hittegolven, water- en voedseltekorten) te maken zullen krijgen (zie ook 2 februari).

### 7 april
- De Duitse minister van verkeer Wolfgang Tiefensee wil nieuwe personenauto's gaan voorzien van een klimaatlabel waaraan kan worden afgelezen hoe milieuvervuilend ze zijn.

### 8 april
- Zeven ISAF-militairen komen in Afghanistan om het leven waaronder zes Canadezen die het leven laten vanwege het exploderen van een landmijn.

### 9 april
- In diverse Nederlandse provincies (Drenthe, Limburg) vinden bosbranden plaats. Oorzaak is de door het warme en zonnige weer van de afgelopen weken ontstane droogte.

### 10 april
- Prinses Máxima bevalt 's avonds in het Ziekenhuis Bronovo in Den Haag van een gezonde dochter. Het is het derde kind van prins Willem-Alexander en Máxima en heeft de naam Ariane Wilhelmina Máxima Ines gekregen.
- De algemeen directeur van Gazprom - Aleksandr Medvedev - wil tegen 2014 de marktwaarde van dit semi-staatsbedrijf tot 1 biljoen dollar hebben verviervoudigd, waarmee Gazprom tot het grootste bedrijf ter wereld zou moeten zijn uitgegroeid.
- Voor het eerst worden (Bosnische) Serviërs door een Servische rechtbank veroordeeld voor hun betrokkenheid bij de massamoord op achtduizend moslimmannen na de Val van Srebrenica.
- De Nederlandse crimineel Willem Holleeder moet een openhartoperatie ondergaan. De rechtszaak waarin hij terechtstaat op verdenking van afpersing wordt voor onbepaalde tijd opgeschort.

### 11 april
- Twee door islamitische terroristen in de Algerijnse hoofdstad Algiers gepleegde aanslagen kosten aan drieëndertig personen het leven, tachtig anderen raken gewond.
- PSV wordt uitgeschakeld in de Champions League door het Engelse Liverpool.

### 12 april
- In het Iraakse parlement ontploft een bom waardoor acht mensen, onder wie twee parlementariërs, om het leven komen en zeker tien andere volksvertegenwoordigers gewond raken.
- AZ wordt uitgeschakeld in de UEFA Cup door het Duitse Werder Bremen. Thuis wordt het 0-0, in Bremen verliest de ploeg van Louis van Gaal met 4-1.

### 13 april
- Paul Wolfowitz, de president van de Wereldbank raakt in opspraak omdat hij buiten de Wereldbank om zijn bij deze bank werkende vriendin aan een door de Wereldbank betaalde dure baan bij het Amerikaanse ministerie van Buitenlandse Zaken heeft geholpen.
- In Velp (Gelderland) is het eerste straatnaambordje onthuld, genoemd naar de nieuwe prinses Ariane: Het Prinses Ariane Wilhelminapad.
- In Zaltbommel is aangevangen met de sloop van de oude Bommelse Brug.

### 14 april
- Bij een busongeluk in de Turkse stad Aksaray komen 33 schoolkinderen om het leven.
- Zomer in april. De 14e april was voor het KNMI met 27,6 graden Celsius de vroegste zomerse dag aller tijden. De vroegste dag met 25,0 graden of meer was 15 april 1904.
- Start van het museumweekeinde met het motto: De kunst van het waarnemen.

### 15 april
- Warmterecord in Nederland en België. Vandaag was met 28,9 graden Celsius in De Bilt (Nederland) de warmste dag in april van de meetreeks. Het vorige record van de maand was 27,8 graden op 21 april 1968. In Kleine-Brogel (België) werd vandaag 30,0 graden gemeten, een tropische dag.
- De Marathon van Rotterdam wordt halverwege gestaakt in verband met de te hoge temperatuur. De wedstrijddeelnemers zijn dan al binnen. De zege bij de mannen gaat naar de Keniase langeafstandsloper Joshua Chelanga in 2:08.20. Bij de vrouwen zegeviert de Japanse Hiromi Ominami in 2:26.36.
- In Lantin bij Luik (België) ontsnapt een gevangene per helikopter. De Fransman - die in voorhechtenis zat - en twee onbekenden die de piloot gijzelden, blijven gezocht.

### 16 april
- Op een universiteit in de Amerikaanse staat Virginia schiet een student 32 mensen dood en pleegt vervolgens zelfmoord.Wikinieuws

### 17 april
- De Veiligheidsraad van de Verenigde Naties houdt zich op initiatief van het Verenigd Koninkrijk voor het eerst bezig met de klimaatverandering omdat zij bang is dat hierdoor in de toekomst internationale geweldsconflicten kunnen ontstaan. Onder meer de Nederlandse minister voor Ontwikkelingssamenwerking Bert Koenders houdt een toespraak.

### 18 april
- De tot Belg genaturaliseerde politiek activist Dyab Abou Jahjah van de Arabisch-Europese Liga (AEL) geeft te kennen terug te keren naar zijn vaderland Libanon waar hij wil gaan bijdragen aan de totstandkoming van een nieuwe linkse politieke partij.

### 19 april
- Het Roemeense parlement stemt voor de afzetting van president Traian Băsescu met 322 stemmen voor en 108 tegen. Als de Constitutionele Rechtbank van Roemenië de stemming bekrachtigt, wordt Băsescu geschorst als president tot een referendum de afzetting bevestigt.
- Rusland kondigt aan een tunnel onder de Beringstraat te willen aanleggen in samenwerking met de Verenigde Staten. Onderdeel van het project is een 3500 kilometer lange spoorverbinding vanaf Pravaja Lena ten zuiden van Jakoetsk naar Oeëlen.
- De Wetgevende Assemblee van Mexico-Stad gaat akkoord met een wetswijziging waarin abortus in de eerste twaalf weken van de zwangerschap wordt toegestaan.
- Voor het eerst komt een Nederlandse soldaat door vijandelijkheden in Afghanistan om het leven.

### 20 april
- Onderzoek van het Wageningen Universiteit en Researchcentrum wijst uit dat de kans dat men in Nederland na een tekenbeet de lymeziekte kan krijgen bijna twee en een half maal zo groot is als in andere Europese landen.
- De 21-jarige korporaal Cor Strik uit Amersfoort komt in Afghanistan om het leven, doordat hij op een bermbom stapt.

### 21 april
- In een officieel besluit deelt paus Benedictus XVI mee dat het Vaticaan na een jarenlange studie tot de slotsom is gekomen dat gestorven maar ongedoopte baby's niet zoals in het verleden door de Rooms-Katholieke Kerk werd geleerd naar het voorgeborchte gaan maar naar de hemel.
- Presidentiële verkiezingen in Nigeria.
- Geboorte van tweede kind, een dochter, van Deense kroonprins Frederik en zijn vrouw Mary.

### 22 april
- De Keniase atleet Wilson Kibet wint in 2:16.37 de marathon van Antwerpen, bij de vrouwen zegeviert de Belgische Anja Smolders (2:41.20).

### 23 april
- Op de Johan Adolf Pengelluchthaven in Paramaribo moet de politie ingrijpen wanneer nietsvermoedende reizigers merken dat KLM vlucht KL714 richting Nederland heeft geannuleerd.
- Barclays brengt een bod uit op ABN AMRO van 67 miljard euro. De aandeelhouders besluiten op 26 april of zij de overname aanvaarden.
- De 16-jarige Gerd Nan van Wijk uit Heerhugowaard overlijdt in het ziekenhuis nadat hij bij de Christelijke Scholengemeenschap Jan Arentsz in Alkmaar door een 17-jarige jongen drie keer tegen zijn slaap is geslagen. Wikinieuws
- De vroegere president van Rusland, Boris Jeltsin, is op een leeftijd van 76 jaar in Moskou overleden. Hij was de eerste gekozen Russische president en van 1991 tot 1999 in functie. Kort na zijn aantreden viel de Sovjet-Unie uiteen in 15 aparte staten.

### 24 april
- De wisent is geherintroduceerd in Nederland, in het Nationaal Park Zuid-Kennemerland. Het gaat om drie dieren.
- Europese sterrenkundigen hebben buiten het zonnestelsel een op de aarde gelijkende planeet ontdekt, Gliese 581 c, met een temperatuur van tussen de nul en veertig graden Celsius. Er zou vloeibaar water en wellicht ook leven kunnen zijn. De planeet staat op ruim twintig lichtjaren afstand van de aarde.

### 25 april
- Het Brussels Gewest verwerpt een ultiem Vlaams voorstel om het nachtlawaai rond Brussels Airport te beperken. Vanaf 10 mei mag actiegroep Air Libre van de rechter bij overtreding van de geluidsnorm geldboetes eisen van de federale overheid. Die kunnen oplopen tot honderdduizend euro per dag.
- De vroegere president van Rusland, Boris Jeltsin, wordt begraven op het Novodevitsji-kerkhof in Moskou. De ceremonie wordt rechtstreeks op de Russische televisie uitgezonden.
- Na een bouwtijd van acht jaar is de uitbreiding van twee naar vier sporen tussen Amsterdam Bijlmer en Utrecht Centraal gereed. De kosten bedragen bijna 1 miljard euro.

### 26 april
- Op het station van Izegem rijdt een lege trein op een passagierstrein in die onderweg is van Brugge naar Kortrijk. Daarbij raken 51 mensen gewond.
- Het Amerikaans Congres beslist dat president Bush een datum voor terugtrekking van de Amerikaanse troepen uit Irak moet noemen voordat nieuwe financiële middelen voor de oorlog in dat land en in Afghanistan kunnen worden vrijgemaakt.
- De Russische president Vladimir Poetin dreigt tijdens zijn jaarlijkse toespraak tot de Russische natie met bevriezing van het Europees Verdrag over Conventionele Wapens, onder andere naar aanleiding van de plannen van de Verenigde Staten voor het plaatsen van een raketafweersysteem in Tsjechië en Polen.

### 27 april
- De Nederlandse regering geeft een generaal pardon aan asielzoekers die voor 1 april 2001 naar Nederland zijn gekomen en ten hoogste eenmaal over hun identiteit hebben gelogen.
- Naar aanleiding van het voornemen van de Estlandse regering om een na de Tweede Wereldoorlog geplaatst standbeeld van een Sovjet-Russische militair uit het centrum van Tallinn te verwijderen wordt er door Estlandse Russen in deze hoofdstad fel hiertegen geprotesteerd.

### 22 april
- In Frankrijk is de eerste ronde van de presidentsverkiezingen met 31,1% van de stemmen gewonnen door Nicolas Sarkozy. Tweede werd Ségolène Royal met 25,8%. Beiden zullen het tijdens de tweede ronde op 6 mei tegen elkaar opnemen.

### 28 april
- In het graafschap Kent (Zuidoost-Engeland) vindt een aardbeving van 4,3 op de schaal van Richter plaats, een zeldzame gebeurtenis voor het Verenigd Koninkrijk. Het epicentrum ligt in het Nauw van Calais. Tientallen huizen zijn zwaar beschadigd.
- Vanwege de door de hitte aangewakkerde luchtverontreiniging geldt er in België een ozonalarm, wat zeer bijzonder is zo vroeg in het jaar.

### 29 april
- Ongeveer een miljoen Turken protesteren in Istanboel tegen de regering van de conservatieve premier Recep Erdoğan en de mogelijke verkiezing van een president in de persoon van Abdullah Gül.
- In Brussel vieren een kleine honderdduizend scouts het honderdjarig bestaan van Scouting (oprichter Baden-Powell).
- Bart Hoving, Robert van Rijn, Niels Duinker, Arjan Groenendijk, Nikki Snijders en Jan Oving winnen gouden medailles op het Nederlands Kampioenschap Jongleren.
- PSV wordt voor de twintigste keer voetbalkampioen van Nederland door met 5-1 van Vitesse te winnen.
- Geboorte van tweede dochter van kroonprins Felipe van Spanje en prinses Letizia: Infanta Sofía.

### 30 april
- De maand april was in België en Nederland zeer zonnig, droog en warm. In deze maand zijn diverse records gebroken. De hoogte van de gemiddelde temperatuur was in de afgelopen drie eeuwen nog nooit zo hoog, het aantal uren zonneschijn was hoger dan in de afgelopen eeuw en de hoeveelheid neerslag was nog nooit zo gering. Met een totaal van 0,3 mm aan regen in De Bilt was april 2007 in Nederland de droogste maand ooit. In Ukkel, het nationaal waarnemingsstation van België, werd zelfs in het geheel geen neerslag geregistreerd: de eerste kalendermaand zonder neerslag sinds de waarnemingen in 1833 begonnen.
- Een tussentijds Israëlisch rapport van de commissie-Winograd over de Israëlisch-Libanese oorlog van 2006 levert kritiek op premier Ehud Olmert, minister van defensie Amir Peretz en voormalig stafchef van het Israëlische leger Dan Halutz.
- Koninginnedag in Nederland: de koninklijke familie bezoekt Woudrichem en 's-Hertogenbosch. Prinses Máxima is vanwege haar recente bevalling van Ariane der Nederlanden afwezig.
- De zestienjarige Pascal Keijzer uit Hoogkarspel komt te overlijden doordat hij vanwege een ruzie om een drugsdeal in de hals wordt gestoken en met een auto een aantal malen wordt overreden. De daders zijn twee mannen van rond de veertig jaar.

<< · januari · februari · maart · april · mei · juni · juli · augustus · september · oktober · november · december · >>